# Rhynchodoras castilloi
Rhynchodoras castilloi és una espècie de peix de la família dels doràdids i de l'ordre dels siluriformes.

## Morfologia
- Els mascles poden assolir 8 cm de longitud total.
- Nombre de vèrtebres: 41.[5]

## Alimentació
Menja tricòpters.

## Hàbitat
És un peix d'aigua dolça i de clima tropical.

## Distribució geogràfica
Es troba a Sud-amèrica: riu Apure (conca del riu Orinoco a Veneçuela).